# 西河 (青衣江支流)
西河 (青衣江支流)，是中国长江流域的一条河流，汇入青衣江，属于大渡河水系。河长52千米，流域面积1360平方千米，年均流量46立方米每秒。自然落差1360米。水能理论蕴藏量4万千瓦。